# Révfülöp
Révfülöp es un pueblo ubicado en el distrito de Tapolca, en el condado de Veszprém, Hungría.

## Superficie
Posee una superficie de 10,36 kilómetros cuadrados.

## Demografía
Hasta 2019 la población era de 1084 habitantes, con una densidad de población de 104,6 habitantes por kilómetro cuadrado.